# پنگوئن گالاپاگوس
پنگوئن گالاپاگوس (نام علمی: Spheniscus mendiculus) گونه‌ای پنگوئن بومی مجمع‌الجزایر گالاپاگوس است. این پنگوئن‌ها در نواحی شمال خط استوا در بین گیاهان زندگی می‌کنند. این پنگوئن‌ها عمدتاً در آمریکای جنوبی، و سواحل آفریقا زندگی می‌کنند.
پنگوئن گالاپاگوس گوشتخوار بوده و مانند دیگر پنگوئن‌ها از کریل و سخت‌پوستان تغذیه می‌کنند. از کوچک‌ترین پنگوئن‌ها است و حدود ۵۰ سانتی‌متر قد و ۲ تا ۴ کیلوگرم وزن دارد. به‌دلیل اینکه اندازهٔ کوچکی دارد در آب توسط کوسه و شیر دریایی و در خشکی توسط مار و جغد و … تهدید می‌شود.
امروزه از پنگوئن گالاپاگوس به عنوان یک پنگوئن در حال انقراض یاد می‌شود و چون بومی این منطقه هستند نمی‌توانند خود را به تغییرات شدید زیست‌محیطی سازگاری دهند.